# Saint-Clair (Lot)
Saint-Clair es una comuna francesa situada en el departamento de Lot, en la región de Occitania.

## Demografía
| 172 | 189 | 145 | 133 | 119 | 132 | 140 |
| Para los censos de 1962 a 1999 la población legal corresponde a la población sin duplicidades (Fuente: INSEE [Consultar]) |     |     |     |     |     |     |